# Lehigh (Iowa)
Lehigh és una població dels Estats Units a l'estat d'Iowa. Segons el cens del 2000 tenia 497 habitants.

## Demografia
Segons el cens del 2000, Lehigh tenia 497 habitants, 223 habitatges, i 130 famílies. La densitat de població era de 92,3 habitants/km².
Dels 223 habitatges en un 23,3% hi vivien nens de menys de 18 anys, en un 45,3% hi vivien parelles casades, en un 4,9% dones solteres, i en un 41,7% no eren unitats familiars. En el 35% dels habitatges hi vivien persones soles el 15,7% de les quals corresponia a persones de 65 anys o més que vivien soles. El nombre mitjà de persones vivint en cada habitatge era de 2,23 i el nombre mitjà de persones que vivien en cada família era de 2,86.
Per edats la població es repartia de la següent manera: un 24,5% tenia menys de 18 anys, un 6% entre 18 i 24, un 24,1% entre 25 i 44, un 25,2% de 45 a 60 i un 20,1% 65 anys o més.
L'edat mediana era de 42 anys. Per cada 100 dones de 18 o més anys hi havia 110,7 homes.
La renda mediana per habitatge era de 25.227 $ i la renda mediana per família de 31.458 $. Els homes tenien una renda mediana de 26.484 $ mentre que les dones 24.250 $. La renda per capita de la població era de 13.816 $. Entorn del 10,5% de les famílies i el 14,9% de la població estaven per davall del llindar de pobresa.

## Poblacions properes
El següent diagrama mostra les poblacions més properes.